# Ruy Novaes
Ruy Hellmeister Novaes (Campinas, 28 de outubro de 1924 — Campinas, 30 de março de 2000) foi um empresário e político brasileiro.

## Biografia
Empresário dos ramos rural, comercial, industrial e imobiliário (foi de sua autoria a ideia da realização, construção e incorporação do Edifício Itatiaia, projetado por Oscar Niemeyer), Ruy Novaes elegeu-se prefeito de Campinas, município do interior do Estado de São Paulo, em 1955. Três anos depois, elegeu-se deputado federal, renunciando à prefeitura em janeiro de 1959 para assumir seu mandato parlamentar.
Após apoiar o golpe militar de 1964, retornou ao posto de prefeito de Campinas, no qual permaneceu até 1969. Em 9 de novembro de 1968, inaugurou o novo Paço Municipal, o Palácio dos Jequitibás, edifício que até hoje desempenha essa função. Suas gestões tiveram como característica o desenvolvimentismo, com grandes obras viárias que modernizaram ruas e avenidas da região central de Campinas, tendo ainda levado asfalto e rede de água e esgoto a vários bairros da cidade. Mantinha os hábitos de fiscalizar obras no centro de Campinas durante a madrugada e de visitar bairros periféricos nos finais de semana. Foi durante seu segundo mandato que ocorreu a controversa demolição do Teatro Municipal de Campinas.
A partir de 1970, passou a dedicar-se exclusivamente ao ramo agrícola, abandonando a política. Suas atividades concentraram-se na fruticultura, na produção de cereais e na haveicultura. Em 1975, participou de um programa da Secretaria da Agricultura do Estado de São Paulo para o fomento ao cultivo de seringueiras no Planalto Paulista.
Em 1986, fundou uma empresa dedicada ao processamento de látex e borracha, a Borracha Paulista Indústria, Comércio, Exportação e Importação Ltda., por meio da qual promoveu atividades de pesquisa agrícola, sobretudo no ramo da haveicultura, tais como o desenvolvimento de novas técnicas de cultivo, o melhoramento genético de plantas e o desenvolvimento de biotecnologia para controle fitossanitário. Nesse sentido, firmou parcerias com diversas instituições públicas, como o IAC, a Unesp, o Sudhevea e o Ibama.
Faleceu aos 75 anos, após alguns anos com a saúde abalada devido a um derrame cerebral.